# 靈寶黃金
靈寶黃金股份有限公司（港交所：3330），簡稱靈寶黃金、靈金，成立於2002年，是河南省靈寶市的綜合型黃金礦業企業，大股东為靈寶市國有資產經營公司。公司主要業務为黄金冶煉，旗下矿场位于河南、新疆、江西。它在2006年於香港交易所上市，招股價為每股$3.3港元。

## 外部連結
- 靈寶黃金股份有限公司 （页面存档备份，存于）